# 水解激活
水解激活（Hydrolysis activation）是将已合成的无活性的酶原水解去除一些氨基酸序列以调节酶活性的过程。此过程与别构调节与共价修饰不同，为不可逆。一些消化酶如胃蛋白酶、胰蛋白酶、糜蛋白酶、羧肽酶和弹性蛋白酶以及一些凝血因子采取此机制调节活性。